# Pteropsis nummularia
Pteropsis nummularia là một loài thực vật có mạch trong họ Pteridaceae. Loài này được (Lam.) Desv. miêu tả khoa học đầu tiên năm 1827.